# بوب كارليسلي
بوب كارليسلي (بالإنجليزية: Bob Carlisle)‏ هو مغن مؤلف ومغني أمريكي، ولد في 29 سبتمبر 1956.

## وصلات خارجية
- بوب كارليسلي على موقع IMDb (الإنجليزية)
- بوب كارليسلي على موقع ميوزك برينز (الإنجليزية)
- بوب كارليسلي على موقع أول ميوزيك (الإنجليزية)
- بوب كارليسلي على موقع ديسكوغز (الإنجليزية)